# Conchotopoda parva
Conchotopoda parva är en insektsart som beskrevs av David R. Ragge 1960. Conchotopoda parva ingår i släktet Conchotopoda och familjen vårtbitare. Inga underarter finns listade i Catalogue of Life.